# Pussy Riot
Pussy Riot er et russisk, feministisk punkkollektiv, der optræder improvisatorisk med politiske, provokatoriske events i Moskva. Eventsene dækker emner som kvinders status i Rusland og mod Putinisme.
Deres sædvanlige kostume er stumpede kjoler og strømpebukser selv i bidende koldt vejr. Deres ansigter er maskeret af luchadore-inspirerede elefanthuer i klare farver, både mens de optræder og giver interviews, til hvilke de altid anvender pseudonymer. Kollektivet består af omkring 10 optrædende og omkring 15 andre, der håndterer det tekniske arbejde med at optage og redigere deres videoer, som lægges ud på internettet.
Gruppen angiver punk-rock- og Oi!-bands Angelic Upstarts, Cockney Rejects, Sham 69, Era og The 4-Skins som dens vigtigste musikalske inspirationskilder.

## Fængsling og dom
Efter at gruppen i februar 2012 optrådte i en kirke i Moskva, blev tre medlemmer – Nadesjda Tolokonnikova, Marija Alojkhina og Jekatarina Samutsevitj – anklaget og den 17. august 2012 idømt hver to års fængsel for den Putin-kritiske optræden. Amnesty International betragter anklagen som politisk forfølgelse, og dommen kritiseredes efterfølgende af blandt andet EU og USA.
I oktober 2012 fik det ene gruppemedlem Jekatarina Samutsevitj ændret dommen til en betinget dom. Hovedargumentet for den mildere dom er ifølge hendes advokat, at hun kun tilbragte 15 sekunder ved alteret. Et andet argument er, at hun hverken spillede, dansede eller sang under protestaktionen. De to dømte medlemmer tilbragte dog kun 45 sekunder ved alteret, hvorfor deres advokater har undret sig over dommens selektivitet
Amnesty International kalder dommen for ”halvkvædet retfærdighed” og udtaler, at ingen af kvinderne burde være tiltalt til at begynde med. 
Tirsdag d.23. oktober 2012 blev en opstramning af den russiske lov om landsforræderi hastet igennem Dumaen. Definitionen af landsforædderi, der tidligere lød ”spionage eller anden assistance til en fremmed stat, som skader Ruslands eksterne sikkerhed”, er nu udvidet til også at dække ”finansiel eller rådgivningsmæssig assistance til en fremmed stat eller international organisation” . Lovændringen kommer i kølvandet på Pussy Riot sagen, og EU’s udenrigspolitiske ordfører, Catherine Ashton, er bekymret over loven, og udtaler at ”den er vanskelig at implementere på en retfærdig måde”.
Efter Pussy Riot-medlemmernes dom blev de begge blevet overført til fangelejre langt fra Moskva. Den ene sad fængslet i den russiske delrepublik Mordovien, der ligger ca. 440 km øst for Moskva, mens den anden blev anbragt i Perm, et område ved Uralbjergene, der ligger ca. 1.150 km væk fra Moskva 
Som følge af en amnesti, blev alle medlemmerne igen løsladt i december 2013. I forbindelse med Vinter-OL i Sotji blev Pussy Riot igen anholdt. De blev dog løsladt igen ret hurtigt.

## Besøg i Danmark
I sommeren 2014 optrådte Pussy Riot på Roskilde Festival.
I juni 2016 deltog de på Folkemødet på Bornholm.
I sommeren 2018 optrådte de på Heartland Festival.
I sommeren 2019 optrådte de på Skanderborg festival “Smukfest”.

## Politisk asyl i Sverige
30. april 2019 vandt de to medlemmer Luisine Djanjan og Aleksej Knedljakovskij en appelsag ved Migrationsdomstolen i Sverige og fik omstødt et tidligere afslag på politisk asyl. De to Pussy Riot-medlemmer havde i 2017 hos Migrationsverket søgt svensk asyl for sig selv og deres to børn, men havde fået afslag i 2018.